# Creatonotos notivitta
Creatonotos notivitta là một loài bướm đêm thuộc phân họ Arctiinae, họ Erebidae.